# Hala widowiskowo-sportowa im. Ryszarda Matuszaka w Głogowie
Hala widowiskowo-sportowa im. Ryszarda Matuszaka – hala widowiskowo-sportowa w Głogowie, w Polsce. Została otwarta w 1998 roku. Może pomieścić 1300 widzów. Swoje spotkania rozgrywają na niej szczypiorniści klubu Chrobry Głogów.
Budowa hali rozpoczęła się w 1985 roku, ale jej otwarcie nastąpiło dopiero w roku 1998. Obiekt zaprojektował Wojciech Zabłocki. Hala powstała tuż obok stadionu Chrobrego Głogów. Na obiekcie swoje spotkania rozgrywają szczypiorniści zespołu Chrobry Głogów, którzy w 2006 roku zdobyli wicemistrzostwo Polski. W przeszłości mecze rozgrywali tu również futsaliści drużyny Euromaster Chrobry Głogów. Na hali grała także reprezentacja Polski w piłce ręcznej, odbywały się na niej Mistrzostwa Polski w kickboxingu, jak również liczne koncerty, spotkania, wystawy, występy kabaretowe, obchody Barbórki czy Dnia Hutnika.
18 marca 2000 roku hali nadano imię Ryszarda Matuszaka, współautora sukcesów piłki ręcznej oraz animatora kultury fizycznej i sportu w Głogowie.